# Terra d’Otranto (Wein)
Terra d’Otranto steht für Rot-, Rosé- und Weißweine aus den süditalienischen Provinzen Brindisi, Lecce und Taranto in der Region Apulien. Teilweise erfolgt deren Ausbau auch als Perlwein (Frizzante) und Schaumwein (Spumante). Einige der Rotweine dürfen das Prädikat „Riserva“ tragen. Die Weine haben seit 2011 eine geschützte Herkunftsbezeichnung (Denominazione di origine controllata – DOC), deren letzte Aktualisierung am 7. März 2014 veröffentlicht wurde.

## Anbaugebiet
Der Anbau ist innerhalb der Provinzen Brindisi, Lecce und Taranto gestattet.

## Erzeugung
Die Appellation Terra d’Otranto DOC sieht folgende Weintypen und deren Rebsorten vor:
- Terra d’Otranto Bianco, auch als Spumante: muss zu mindestens 75 % aus der Rebsorte Chardonnay bestehen. Höchstens 25 % andere weiße Rebsorten, die für den Anbau in der Produktionszone „Salento Arco Jonico-Salentino“ zugelassen sind, dürfen zugesetzt werden.
- Terra d’Otranto Rosso und Terra d’Otranto Rosato: müssen zu mindestens 75 % aus den Rebsorten Negroamaro, Primitivo, Malvasia Nera di Brindisi, Malvasia Nera di Lecce und/oder Malvasia Nera di Basilicata (einzeln oder gemeinsam) bestehen. Höchstens 25 % andere weiße Rebsorten, die für den Anbau in der Produktionszone „Salento Arco Jonico-Salentino“ zugelassen sind, dürfen zugesetzt werden. Rosato wird auch als Spumante und Frizzante ausgebaut.
- Unter der Bezeichnung „Terra d’Otranto …“, gefolgt von der jeweiligen Rebsorte, werden Weine produziert, die zu mindestens 90 % aus der jeweils genannten Rebsorte bestehen müssen. Höchstens 10 % andere analoge Rebsorten, die in der Produktionszone „Salento Arco Jonico-Salentino“ zugelassen sind, dürfen zugesetzt werden:
  - Terra d’Otranto Chardonnay, auch als Frizzante
  - Terra d’Otranto Malvasia Bianca, auch als Frizzante
  - Terra d’Otranto Fiano, auch als Frizzante
  - Terra d’Otranto Verdeca, auch als Frizzante
  - Terra d’Otranto Aleatico
  - Terra d’Otranto Malvasia Nera
  - Terra d’Otranto Sangiovese